# Sistema Integrado de Pesquisas Domiciliares
O Sistema Integrado de Pesquisas Domiciliares (SIPD) faz parte da infraestrutura do Instituto Brasileiro de Geografia e Estatística (IBGE) para a realização de inquéritos domiciliares regulares. Ele define uma estrutura amostral única para todas as pesquisas do gênero – a "Amostra Mestra" –, facilitando sua operacionalização e melhorando a qualidade das estimativas. A Pesquisa Nacional por Amostra de Domicílios Contínua (PNAD Contínua), a Pesquisa de Orçamentos Familiares (POF), a Pesquisa Nacional de Saúde (PNS) e a Pesquisa Nacional de Demografia e Saúde (PNDS) fazem parte do SIPD e, portanto, compartilham alguns aspectos metodológicos.